# Sommedieue
Sommedieue är en kommun i departementet Meuse i regionen Grand Est (tidigare regionen Lorraine) i nordöstra Frankrike. Kommunen ligger i kantonen Verdun-Est som tillhör arrondissementet Verdun. År 2022 hade Sommedieue 959 invånare.

## Befolkningsutveckling
Antalet invånare i kommunen Sommedieue
| Referens: INSEE |